# Cara DeLizia
Cara Elizabeth DeLizia (Silver Spring, Maryland, 10 de abril de 1984) es una actriz estadounidense, mayormente conocida por su papel como Fiona "Fi" Phillips junto a Mackenzie Phillips en la serie de Disney Channel So Weird.

## Carrera

### Carrera temprana
Empezó a actuar a la edad de 5 años haciendo producciones teatrales. Fue después descubierta y protagonizó regularmente en la serie de WB Television Network Nick Freno: Licensed Teacher. Más tarde, apareció como invitada en Later she had guest spots on Mad About You, 7th Heaven, The West Wing, Strong Medicine, and ER. Además, ella protagonizó varias TV movies y tuvo papeles pequeños en películas tales como Sleepless in Seattle y Avalon.
Además protagonizó algunas producciones de Mary-Kate Olsen y Ashley Olsen, tales como You're Invited to Mary-Kate & Ashley's... Sleepover Party, cantando una canción llamada "Gimme Pizza!" (¡Dame pizza!) y la famosa frase "¡Nata montada cayendo como casacada!" En esta etapa de su carrera, DeLizia era conocida por su aguda voz y su corte de pelo pixie.

### So Weird
Fue su papel en So Weird el que le lanzó a la fama. Protagonizó como Fiona "Fi" Phillips, una chica adolescente obsesionada con lo paranormal. Viajaba a través del país en un autobús con su madre estrella del rock (Phillips). En varias paradas a lo largo del camino, Fi encontraría actividad paranormal relacionada con aliens, fantasmas o Bigfoot. Los intereses de Fi se dirigieron a averiguar lo que causó la muerte de su padre cuando ella era una niña. Sus investigaciones culminaron en el episodio final de la segunda temporada. DeLizia dejó la serie en la tercera temporada y fue reemplazada por la joven canadienseAlexz Johnson. En ese punto, la serie era "demasiado oscura" para Disney, igual que The X-Files. Sin embargo, cuando DeLizia se marchó, la serie tomó un tono más claro para el resto de su proyección.

### Trabajo posterior
Su otro gran papel fue como Marcy Kendall en el drama de FOX Boston Public, donde interpretó a la ayudante del Director Harper.
Dio su voz al chico malo del colegio, "Z" durante tres episodios de la serie de dibujos animados de Nickelodeon All Grown Up!.
DeLizia se comprometió con Robert Chambers en 2001. La pareja se casó en 2004 y vivieron en Burbank, California. En 2006, se divorciaron.
En diciembre de 2009, se casó con Nick Rich.

## Filmografía
| Año  | Título                                                    | Papel                                  | Notas      |
| ---- | --------------------------------------------------------- | -------------------------------------- | ---------- |
| 1995 | You're Invited to Mary-Kate & Ashley's... Sleepover Party | Cara                                   | Vídeo      |
| 1995 | Under the Gun                                             | Hija (sin acreditar)                   |            |
| 1997 | Crayola Kids Adventures: Tales of Gulliver's Travels      | Cara - Reina de los Grandes Fracasados | Vídeo      |
| 1997 | Crayola Kids Adventures: The Trojan Horse                 | Atheniea                               | Vídeo      |
| 2011 | Rogue                                                     | Kit                                    |            |
| 2012 | Homecoming                                                | Pequeño Bobby (voz)                    | Completado |

| Año       | Título                                     | Papel                     | Notas                                                        |
| --------- | ------------------------------------------ | ------------------------- | ------------------------------------------------------------ |
| 1992      | Literary Visions                           | Actriz                    | Documental                                                   |
| 1996-1997 | Nick Freno: Licensed Teacher               | Sarah                     | 22 episodios                                                 |
| 1997      | Don King: Only in America                  | Chica adolescente #1      | TV movie                                                     |
| 1999      | 7th Heaven                                 | Glenda                    | Episodio: "Sometimes That's Just the Way It Is"              |
| 1999      | Mad About You                              | Adolescente Mabel Buchman | Episodio: "The Final Frontier: Part 2"                       |
| 1999-2001 | So Weird                                   | Fiona 'Fi' Phillips       | Papel principal (Temporadas 1–2) / Apariciones (Temporada 3) |
| 2000      | ER                                         | Andrea Parks              | Episodio: "Be Patient"                                       |
| 2001      | The Wild Thornberrys: The Origin of Donnie | Baru, Mono (voz)          | TV movie                                                     |
| 2001      | Close to Home                              | Alison                    | TV movie                                                     |
| 2001      | NYPD Blue                                  | Joanna                    | Episodio: "Writing Wrongs"                                   |
| 2001      | The West Wing                              | Winifred Hooper           | Episodio: "The Stackhouse Filibuster"                        |
| 2001      | Go Fish                                    | Lisa                      | Episodio: "Go Student Council" Episode: "Go Wrestling"       |
| 2001      | Strong Medicine                            | Felicity Farber           | Episodio: "Rebirth"                                          |
| 2001      | The Nightmare Room                         | Vanessa                   | Episodio: "The Howler"                                       |
| 2001      | Just Shoot Me!                             | Randy                     | Episode: "Maya Judging Amy"                                  |
| 2002      | As Told by Ginger                          | Laetitia Bowans (voz)     | Episodio: "New Girl in Town"                                 |
| 2002      | Anna's Dream                               | Beth Morgan               | TV movie                                                     |
| 2002-2003 | Boston Public                              | Marcie Kendall            | Papel recurrente                                             |
| 2003      | Twins                                      |                           | TV movie                                                     |
| 2003      | All Grown Up!                              | Z (voz)                   | TV series                                                    |
| 2004      | Still Life                                 | Willa                     | Episodio: "Disappearances" Episode: "Gravity"                |
| 2004      | JAG                                        | Midshipman Emma Green     | Episodio: "One Big Boat"                                     |
| 2004      | Love's Enduring Promise                    | Annie Walker              | TV movie                                                     |
| 2006      | Mr. Nice Guy                               | Max                       | Serie de televisión                                          |
| 2006      | Ghost Whisperer                            | Libby Grant               | Episodio: "Dead Man's Ridge"                                 |
| 2007      | Close to Home                              | Kaitlin Howard            | Episodio: "Hoosier Hold Em"                                  |